# Cancún FC
Cancún Fútbol Club – meksykański klub piłkarski z siedzibą w mieście Cancún, w stanie Quintana Roo. Występuje w rozgrywkach Liga de Expansión MX. Domowe mecze rozgrywa na obiekcie Estadio Andrés Quintana Roo.

## Historia
Klub powstał w czerwcu 2020, kiedy to drugoligowy Cafetaleros de Chiapas przeniósł swoją licencję do miasta Cancún i zmienił nazwę na Cancún FC. Zastąpił w tym mieście klub Atlante FC, który po trzynastu latach występów w Cancún powrócił do stołecznego miasta Meksyk.
W styczniu 2022 klub został kupiony przez amerykański fundusz inwestycyjny Negocios en Fútbol Profesional S.A. de C.V. (część przedsiębiorstwa Blue Crow Sports Group) na czele z Jeffem Luhnowem, byłym menadżerem generalnym Houston Astros (MLB). Zmiana właściciela została zatwierdzona przez władze ligi w czerwcu. Klub zmienił wówczas herb i barwy z biało-błękitnych na czarno-błękitne.

## Aktualny skład
Stan na 5 kwietnia 2025.
| Nr | Poz. | Piłkarz             |
| -- | ---- | ------------------- |
| 1  | BR   | Christopher Andrade |
| 2  | OB   | Axl Padilla         |
| 3  | OB   | Jonathan Hernández  |
| 4  | OB   | Rodrigo Reyes       |
| 5  | PO   | Armando Chávez      |
| 6  | PO   | Iván Ochoa          |
| 7  | NA   | Johan Alonzo        |
| 8  | NA   | Gael Rodríguez      |
| 9  | PO   | Jorge Díaz Price    |
| 10 | PO   | Paúl Uscanga        |
| 11 | NA   | Mauro Pérez         |
| 12 | NA   | José Rodríguez      |
| 14 | NA   | Sergio de los Ríos  |

| Nr | Poz. | Piłkarz           |
| -- | ---- | ----------------- |
| 15 | OB   | Óscar Villa       |
| 16 | OB   | Ivanoe Auces      |
| 17 | PO   | Alan Rodríguez    |
| 18 | BR   | Sergio Rubio      |
| 20 | NA   | Adán Zaragoza     |
| 21 | BR   | Gustavo Gutiérrez |
| 22 | OB   | Emiliano Soria    |
| 23 | PO   | Benjamín Galindo  |
| 24 | PO   | Jean Unjanque     |
| 25 | PO   | Divine Obijuro    |
| 26 | OB   | Hedgardo Marín    |
| 30 | OB   | Leonardo Zabala   |

## Trenerzy
- Christian Giménez (2020–2021)[6]
- Federico Vilar (2021–2022)[7]
- Iñigo Idiakez (2022–2023)[8]
- Luis Arce (od 2023)